# 1981年法國總統選舉
1981年法國總統選舉在1981年4月26日和5月10日舉行。法國社會黨候選人法蘭索瓦·密特朗在第二輪選舉以51.8%的得票率當選法國總統，成為法蘭西第五共和國第一位社會黨總統。